# On fait ça seulement le samedi soir
On fait ça seulement le samedi soir était une émission de variétés à sketches prévue pour être diffusée en direct sur les ondes de Radio-Canada le 7 octobre 2000 à 22 h 30. Elle devait être animée au départ par Bruno Blanchet, Pierre Lebeau, Alexis Martin et Sylvie Moreau. Cependant, après le départ de certains comédiens et de plusieurs reports de la date de diffusion, l'émission fut annulée avant même qu'un épisode ne soit diffusé.

## Concept
L'émission met en vedette chaque semaine un ou des invités de la scène culturelle québécoise. Elle se caractérise par des sketchs humoristiques qui ne sont pas nécessairement liés à l'actualité, mais plutôt axés sur des numéros d'humour absurdes mettant en scène des personnages inventés par les animateurs. Ce qui distingue cette émission des autres, c'est que chaque émission est unique et différente de la précédente,.

## Fiche technique
- Titre original : On fait ça seulement le samedi soir
- Réalisation : Jocelyn Barnabé
- Producteur : Johanne Landry
- Scénario : Stéphane Laporte, Bruno Blanchet, Pierre Lebeau, Sylvie Moreau
- Société de production: Stéphane Laporte inc. et Zone3 inc.
- Langue originale : français
- Pays de production :  Canada

## Distribution

### Équipe de base
- Bruno Blanchet
- Pierre Lebeau
- Sylvie Moreau

### Comédiens invités
- Alexis Martin
- Michel Mpambara[3]
- Philippe Laguë[3]

## Historique

### Annonce de l'émission
En février 2000, Marc Labrèche annonce qu'il quitte la présentation de l'émission La fin du monde est à sept heures pour animer un talk-show de fin de soirée sur la chaîne TVA, Le Grand Blond avec un show sournois. Labrèche explique qu'il a fait le tour du concept de l'émission. À la suite de l'annonce du départ de Labrèche, TQS décide de mettre fin à l'émission. Le 28 avril 2000, le dernier épisode de La fin du monde est à sept heures est diffusé, laissant plusieurs membres de l'équipe, dont Bruno Blanchet, sans contrat de travail.
En août 2000, Radio-Canada annonce qu'une émission de fin de soirée, intitulée On fait ça seulement le samedi soir, prendra l'affiche les samedis soir à 22h30 après La Soirée du hockey à compter du 7 octobre 2000,. À la tête de l'émission, on retrouve Bruno Blanchet, accompagné des comédiens Pierre Lebeau, Sylvie Moreau et Alexis Martin. L'émission est alors présentée comme étant un hybride entre Saturday Night Live et les Monty Pythons,.

### Lancement
Le 3 octobre 2000, la production de l'émission convie les médias dans un restaurant japonais montréalais appelé le Toyo. Lors de cet événement, Bruno Blanchet accueille les journalistes tout en étant déguisé en samouraï, tandis que Sylvie Moreau est déguisée en geisha. Une fois que les journalistes sont installés, il enlève son costume de samouraï pour révéler un costume de fausse blonde ingénue. Par la suite, l'équipe présente aux journalistes quelques sketches préenregistrés.

« L'idée générale fait penser aux Bye bye. Il y a une saynette que Guy A. Lepage ne va pas apprécier, mais alors pas du tout! Figurez-vous qu'il s'agit d'une parodie. Celle d'un couple dans un magasin de beignes. Évidemment, personne n'a demandé la permission à Ti-Guy. Et personne n'a même songé à lui payer des droits d'auteur. Ça fait pas mal yo-yo, non? »

— Didier Fessou, La Presse
La veille du premier épisode, on apprend que le groupe musical québécois Les Respectables interprétera la chanson-thème de l'émission et que les invités seront Luc Picard, Guy Jodoin, Philippe Laguë et Michel Mpambara.

### Report de l'émission
Cependant, le 6 octobre 2000, Radio-Canada annonce via un communiqué de presse que la première diffusion de l'émission est reportée à une date ultérieure. On apprend alors que deux comédiens qui participent à l'émission, Alexis Martin et Pierre Lebeau, se retirent du projet. La raison de leur retrait est qu'ils ne sont pas satisfaits de la qualité du contenu de l'émission. Daniel Gourd, directeur général de la programmation de Radio-Canada, n'est pas en mesure d'affirmer que l'émission sera en ondes dans la grille horaire d'automne.

« Nous maintenons notre intention d'offrir un show d'humour ambitieux et novateur le samedi soir mais nous voulons qu'il parte sur des bases solides. Nous avons appris jeudi que l'équipe vivait un profond différend artistique. Plutôt que de partir sur un mauvais pied, nous voulons nous asseoir avec le producteur [Zone 3 et Stéphane Laporte inc.] et prendre le temps de former une nouvelle équipe. »

— Daniel Gourd, Le Devoir

### Raisons du report
Gourd évoque également un différend artistique entre les comédiens, soulignant que deux visions humoristiques s'opposent au sein de l'équipe : l'humour traditionnel, partagé par Lebeau et Martin, et l'humour absurde, défendu par Blanchet et Moreau. Le journal québécois Le Devoir apprend également qu'au sein même de la production de l'émission, il y a plusieurs problèmes. 
Il y a notamment une absence de metteur en scène et de direction artistique claire, ainsi qu'une place trop importante accordée à l'improvisation dans l'émission. De plus, le télédiffuseur manque de suivi. Le journal donne l'exemple d'Alexis Martin, qui avait expliqué aux producteurs qu'il ne pouvait pas participer à la majorité des épisodes car il jouait au théâtre les samedis soirs. Cependant, les producteurs auraient ignoré cette information et l'auraient présenté comme faisant partie de l'équipe régulière.

### Avenir incertain
Le 24 octobre 2000, Radio-Canada annonce le report de l'émission au mois de janvier et ne sait pas encore si elle sera diffusée ou non. De plus, le télédiffuseur n'est pas convaincu de vouloir diffuser l'émission en direct. Néanmoins, Radio-Canada tient toujours à avoir une émission d'humour irrévérencieuse le samedi soir dans sa grille-horaire. L'émission est temporairement remplacée par la série policière britannique Cracker, le temps de retravailler le concept de l'émission.

## Annulation de l'émission
En décembre 2000, les médias québécois annoncent, sans confirmation de la part de Radio-Canada, que l'émission ne verra jamais le jour.
Le 25 avril 2001, Bruno Blanchet dévoile sa participation à une nouvelle émission absurde intitulée N'ajustez pas votre sécheuse, qui sera diffusée sur Télé-Québec à partir de septembre 2001. Cette nouvelle confirme les rumeurs d'annulation de l'émission On fait ça seulement le samedi soir.
Le 7 juillet 2011, Blanchet a écrit sur son blog WordPress que l'annulation était due à des problèmes de production, et non, comme le prétendait la rumeur, à des conflits entre les acteurs.